# Finca de Castañares

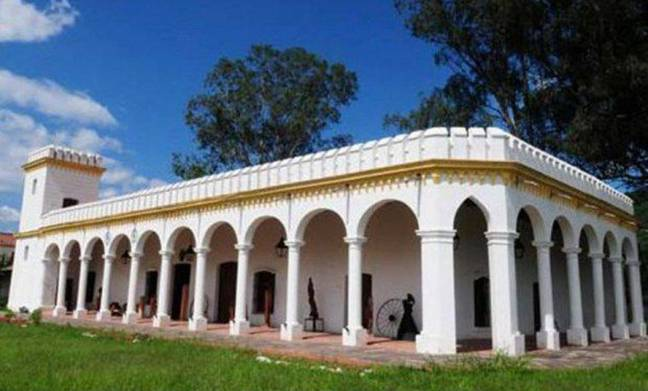
Casona de Castañares

La Finca Castañares se encuentra en la Provincia de Salta a aproximadamente  7 km al norte del casco histórico de la ciudad de Salta en el NOA de Argentina.

## Historia
Los orígenes de tal Finca (en esa época se distinguía en el NOA como finca al solar o amplio territorio que estaba centrado en una vivienda importante, es decir: un lugar de afincarse) de la misma se remontan a poco después de la instalación de los conquistadores españoles; con más exactitud en el año 1583 cuando esas tierras fueron legadas a Pedro Marcos aunque su nombre deriva de uno de sus posteriores propietarios, Don Martín de Castañares quien la ocupara a principios del siglo XVIII.

Pese a su antigua importancia la Finca de Castañares es un sitio histórico principalmente debido a que en ese lugar el General patriota y prócer argentino  Manuel Belgrano pergeñó la -decisiva en la Guerra de Independencia de Argentina - batalla de Salta el 20 de febrero de 1813. En una de sus habitaciones Belgrano pernoctó previamente a la batalla; la finca y su casona sirvieron de cuartel general para las fuerzas patriotas.
 
A la llegada de Belgrano en el ya citado año 1813 la casona de la finca pertenencia a Pedro José Saravia quien ayudó al general patriota a ingresar a la ciudad de Salta junto a sus tropas pasando por la quebrada de Chachapoyas tomando la huella (ruta rudimentaria) de la Casona de Castañares. 

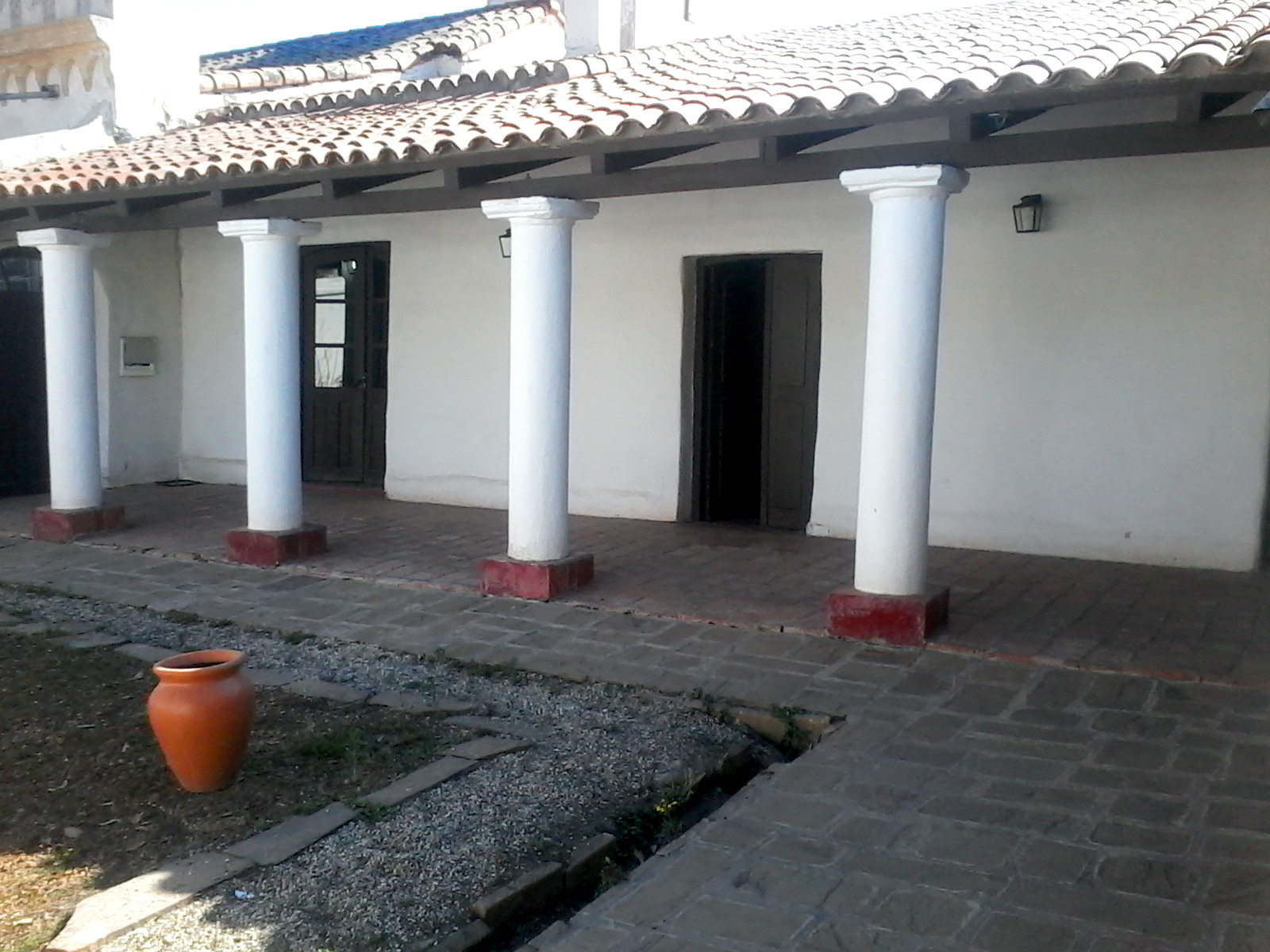
Patio Interno de la Casona

En este mismo sitio el General Martín Miguel de Güemes en 1821 se reunió con más de 600 soldados para retomar el poder como gobernador de la Provincia de Salta (que en esa época también abarcaba a Jujuy, Tarija y el Litoral de Atacama) que le había sido arrebatado por un derrocamiento perpetuado por los oligarcas salteños y miembros de la agrupación Patria Nueva. Güemes entró victorioso el 31 de mayo de ese mismo año y retomó el cargo de gobernador provincial desde la casona.  

También en esa finca tuvo lugar la  batalla de Castañares, el 13 de diciembre de 1834, cuando se enfrentaron tropas jujeñas con salteñas, para ratificar la autonomía jujeña.
 
En ese mismo sitio el 10 de octubre de 1867 tuvo lugar otro combate cuando el caudillo federal Felipe Varela ingresó en Salta.
La casona está ubicada en un predio municipal de unas tres hectáreas y tiene un tipo de estilo colonial campestre, con grandes galerías a su alrededor, techos de tejas, pisos de ladrillos y un patio central. Posee ventanales con rejas de hierro y en su frente se destaca un mirador que da hacia la ciudad de Salta, se dice que desde este, Belgrano pudo ver a sus enemigos y planificar mejor la batalla.
 
Estuvo abandonada por largo del tiempo, pero al día de hoy se encuentra refaccionada y remodelada para diferentes usos culturales y museológicos, en ella se presentan diferentes exposiciones. 

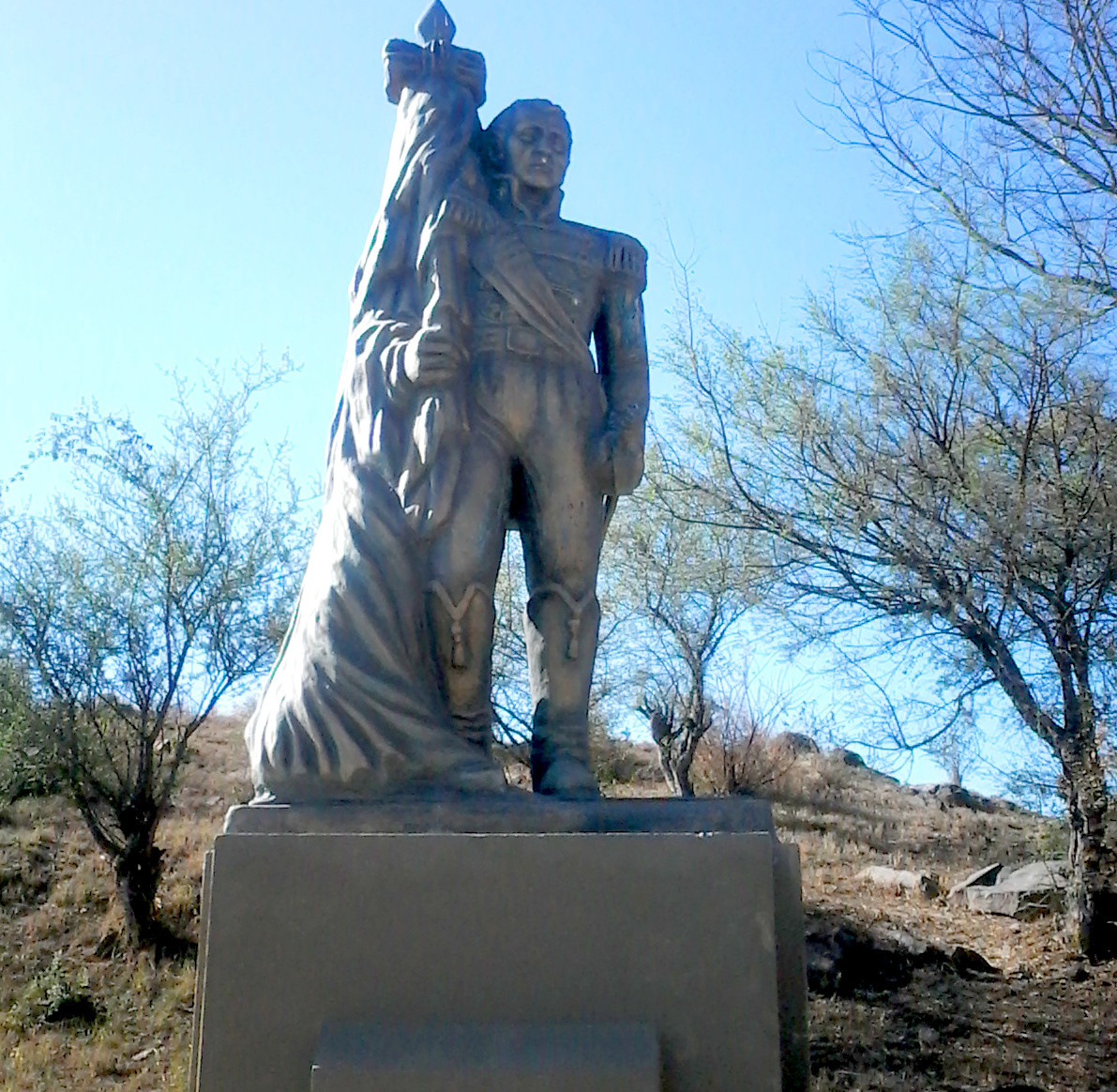
Escultura en la Casona

La Finca de Castañares fue declarada  Monumento Histórico Nacional en 1937.